# Kolarstwo na Światowych Wojskowych Igrzyskach Sportowych 2019
Kolarstwo na Światowych Wojskowych Igrzyskach Sportowych 2019 – zawody kolarskie, które odbywały się w Wuhanie w dniach 19–21 października 2019 roku podczas igrzysk wojskowych.

## Medaliści

### Mężczyźni
| Konkurencja                         | Złoto                                                                          | Srebro                                                                                    | Brąz                                                                                      |
| Konkurencja                         | Zawodnik                                                                       | Zawodnik                                                                                  | Zawodnik                                                                                  |
| Indywidualna jazda na czas          | Anton Worobjow · Rosja                                                         | Patrick Gamper · Austria                                                                  | Liang Hongyu · Chiny                                                                      |
| Wyścig ze startu wspólnego          | Patrick Haller · Niemcy                                                        | Andris Vosekalns · Łotwa                                                                  | Alexis Bodiot · Francja                                                                   |
| Drużynowa jazda ze startu wspólnego | Łotwa · Andris Vosekalns · Kristers Ansons · Kristaps Pelcers · Kaspars Serģis | Niemcy · Patrick Haller · Juri Hollmann · Kevin Vogel · Henning Bommel · Alexander Müller | Francja · Alexis Bodiot · Jérémy Cabot · Simon Cavagna · Yannis Yssaad · Mickaël Guichard |

### Kobiety
| Konkurencja                         | Złoto                                                      | Srebro                                                                                  | Brąz                                                         |
| Konkurencja                         | Zawodniczka                                                | Zawodniczka                                                                             | Zawodniczka                                                  |
| Indywidualna jazda na czas          | Severine Eraud · Francja                                   | Juliette Labous · Francja                                                               | Liang Hongyu · Chiny                                         |
| Wyścig ze startu wspólnego          | Zhao Xisha · Chiny                                         | Katarzyna Pawłowska · Polska                                                            | Pascale Jeuland · Francja                                    |
| Drużynowa jazda ze startu wspólnego | Chiny · Zhao Xisha · Pu Yixian · Sun Jiajun · Liang Hongyu | Polska · Katarzyna Pawłowska · Agnieszka Skalniak · Justyna Kaczkowska · Edyta Jasińska | Francja · Pascale Jeuland · Severine Eraud · Juliette Labous |

## Klasyfikacja medalowa
* Gospodarz zawodów został zaznaczony tym kolorem.
| Miejsce           | Reprezentacja     | Złoto | Srebro | Brąz | Razem |
| ----------------- | ----------------- | ----- | ------ | ---- | ----- |
| 1                 | Chiny *           | 2     | 0      | 1    | 3     |
| 2                 | Francja           | 1     | 1      | 5    | 7     |
| 3                 | Niemcy            | 1     | 1      | 0    | 2     |
| 3                 | Łotwa             | 1     | 1      | 0    | 2     |
| 5                 | Rosja             | 1     | 0      | 0    | 1     |
| 6                 | Polska            | 0     | 2      | 0    | 2     |
| 7                 | Austria           | 0     | 1      | 0    | 1     |
| Ogółem (7 państw) | Ogółem (7 państw) | 6     | 6      | 6    | 18    |

Źródło:.